# Aktionsbündnis Vereinigte Linke

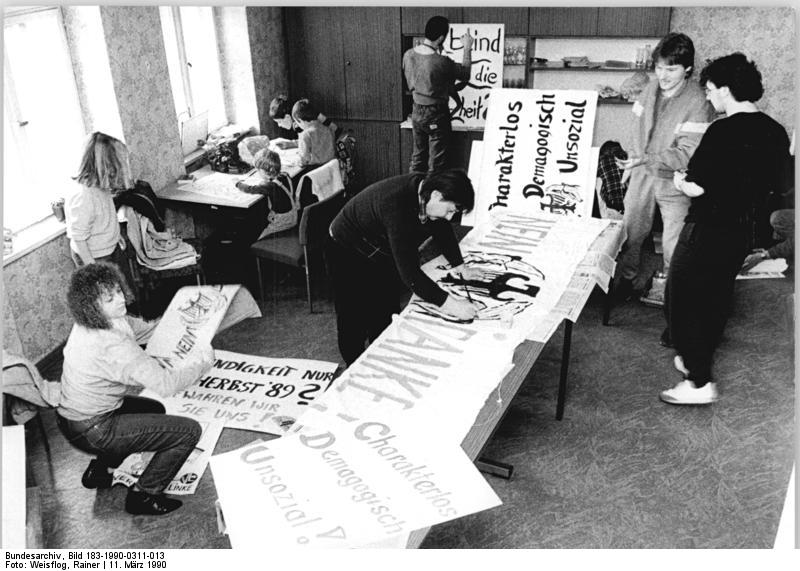
Wahlkampfvorbereitungen des Aktionsbündnisses Vereinigte Linke in Cottbus, März 1990

Das Aktionsbündnis Vereinigte Linke (AVL) war eine in der Deutschen Demokratischen Republik (DDR) zur Volkskammerwahl am 18. März 1990 zugelassene Listenvereinigung aus zwei linken Gruppierungen. 
Sie umfasste zum einen die am 2. Oktober 1989 von linksorientierten Vertretern der politischen Opposition und kritischen Mitgliedern der Sozialistischen Einheitspartei Deutschlands (SED) gegründete Vereinigte Linke und zum anderen die am 13. Januar 1990 entstandene marxistische Partei Die Nelken. Das Aktionsbündnis vertrat damit vorrangig den linken Teil der DDR-Bürgerrechtsbewegung. Prominentester Kandidat war der in der DDR populäre Liedermacher Gerhard Gundermann. 
Bei der Volkskammerwahl im März 1990 erreichte das Aktionsbündnis 20.340 Stimmen und somit 0,18 Prozent. Da im damaligen Wahlrecht keine Sperrklausel galt, entsprach dieser Stimmenanteil einem Sitz in der Volkskammer. Das Aktionsbündnis Vereinigte Linke war damit hinsichtlich des Wahlergebnisses der kleinste in der Volkskammer vertretene Wahlvorschlag. Der DDR-Bürgerrechtler Thomas Klein nahm als fraktionsloser Abgeordneter das einzige Mandat des AVL wahr. Vom Oktober bis Dezember 1990 vertrat Klein die Vereinigte Linke im Bundestag.